# Диоптрика
Диоптрика (греч. dioptrika, от dia — через, сквозь и opteuo — вижу) — раздел оптики, изучающий прохождения видимого света через границы оптически прозрачных сред и набор границ. Фактически является устаревшим названием для геометрической оптики.

## История
Платон (429—347) указал на явление прямолинейного распространения света в однородной среде. Эвклида (около 300 г.) в сочинении «Катоптрика» исследовал преломление световых лучей на границе воды и воздуха, пытаясь объяснить видимое увеличение диаметра Луны и Солнца у горизонта. Птолемей (70—147 до Р. X.), знал о зависимости угла преломления от угла падения и составил таблицы для стекла и воды, хотя Альгазен (1038) в "Opticae thesaurus" опровергает его. Он создает теорию преломления света в шаре. Мауроликус (1494—1575) в сочинении "Theoremata de lumine et umbra", даёт правильную теорию преломления света сферической поверхностью и объясняет близорукость и дальнозоркость.
Левенгук (1590—1600) изобретает микроскоп. В XVII веке началось изучение современной оптики с работ Кеплера и Ньютона. Кеплер разбирает диоптрику глаза. Он открывает явление полного внутреннего отражения и создаёт теорию многолинзовых систем. В 1620 г. Снеллиус открывает названный его именем закон преломления. Ньютон в своих работах показал (1666—1676) зависимость показателя преломления от цвета.
Достижения волновой оптики в  которую внесли существенный вклад Френель, Малюс и Био несколько отодвинули диоптрику на второй план. В 1831 г. Гаусс упростил теорию оптических систем.